# Tiszaug
Tiszaug é um município da Hungria, situado no condado de Bács-Kiskun. Tem 25,04 km² de área e sua população em 2015 foi estimada em 979 habitantes.